# Grenland
Grenland ist eine Landschaft in den küstennahen Teilen der norwegischen Provinz (Fylke) Telemark. Sie umfasst die Gemeinden Skien, Porsgrunn, Bamble und Siljan, genaue Grenzen sind allerdings nicht definiert.

## Geografie
Normalerweise werden die vier Kommunen Bamble, Porsgrunn, Skien und Siljan als Teil von Grenland gewertet. Ursprünglich war Grenland die Bezeichnung für das Gebiet weiter im Landesinneren rund um den See Norsjø. Heute werden auch zum Teil die Gemeinden Kragerø und Drangedal zur Region gerechnet.

## Name
Die Gegend wurde in der Zeit zwischen 1300 und 1500 unter anderem als Greland, Græland, Grenland und Grøland erwähnt. Die Bezeichnung soll auf eine Volksgruppe zurückgehen, die das Gebiet in der Zeit um 550 bewohnt habe.